# Rosyjska Rapsodia (film)
Rosyjska Rapsodia – amerykański propagandowy film animowany z 1944 roku.
Wyprodukowany w czasie II wojny światowej film wykpiwający Adolfa Hitlera, pokonanego przez małe gremliny. Angielska gra słów „gremlins from the Kremlin” podkreśla udział Armii Czerwonej, sojusznika armii amerykańskiej. Armia Czerwona dowodzona jest z Kremla – siedziby władz Związku Sowieckiego, wcześniej tradycyjnej rezydencji carów rosyjskich. Główną postacią (i ofiarą) w tym filmie jest Adolf Hitler.
Oryginalny tytuł filmu brzmiał „Gremlins from the Kremlin”, ale producent Leon Schlesinger zmienił tytuł na „Russian Rhapsody” po tym, jak wytwórnia Walt Disney Company rozpoczęła własne produkcje wojenne z udziałem gremlinów.

## Fabuła
Trwa II wojna światowa. Armia Czerwona postępuje niepowstrzymanie w stronę Berlina. Niemieckie bombowce są zupełnie nieskuteczne w wykonywaniu swoich zadań, wobec czego Hitler w histerycznym, wygłaszanym z mównicy przemówieniu zapowiada wysłanie nad Moskwę bombowca z najlepszym pilotem III Rzeszy, czyli nim samym.
W czasie lotu bombowiec zostaje opanowany przez sowieckie gremliny, które przystępują ochoczo do rozmontowywania samolotu, kierowanego przez nieświadomego niebezpieczeństwa Hitlera. Śpiewają przy tym narodowe rosyjskie piosenki – spopularyzowaną przez Fiodora Szalapina pieść burłaków wołżańskich Eej, uchniem! oraz We Are Gremlins from the Kremlin na melodię piosenki Oczi cziornyje.
Gremliny radośnie rozpiłowują i rozbijają elementy samolotu, termity zjadają z apetytem jego skrzydła, jednak Hitler spostrzega obecność intruzów na pokładzie bombowca dopiero wówczas, gdy jeden z nich kłuje go pinezką w pośladek. Przystępuje do brutalnej zemsty, jednak przerażony maską Stalina trzymaną przez gremliny traci animusz, zostaje wyrzucony z rozpadającego się samolotu i spada na ziemię. Chwilę później zostaje zmiażdżony przez spadający samolot, którego statecznik ze swastyką zamienia się w nagrobek na jego mogile. Gremliny odśpiewują na grobie Hitlera triumfalne: We are gremlins from the Kremlin.

## Nawiązania w kulturze i polityce
Wiele gremlinów jest karykaturami pracowników działu animacji wytwórni Warner Bros. Rozpoznawalni są m.in. Chuck Jones, Robert Clampett, Friz Freleng, Melvin Millar, Michael Sasanoff, Michael Maltese, Carl Stalling, Henry Binder, Ray Katz i sam Leon Schlesinger, który podwieszony na lince rozbija nity poszycia samolotu.
Scena umieszczenia naklejki na owiewce kabiny pilota nawiązuje do akcji racjonowania paliwa w USA w czasie wojny. Pilot (Hitler) wpada w przerażenie, widząc informację o ograniczeniu ilości paliwa. Jest to odniesienie do faktycznych braków paliwowych w III Rzeszy w tamtym okresie, które poważnie utrudniały Hitlerowi prowadzenie działań wojennych.